# Molins de Rei

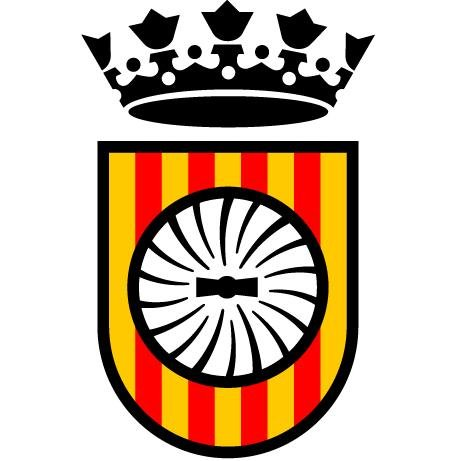
Escut sense oficialitzar de Molins de Rei.

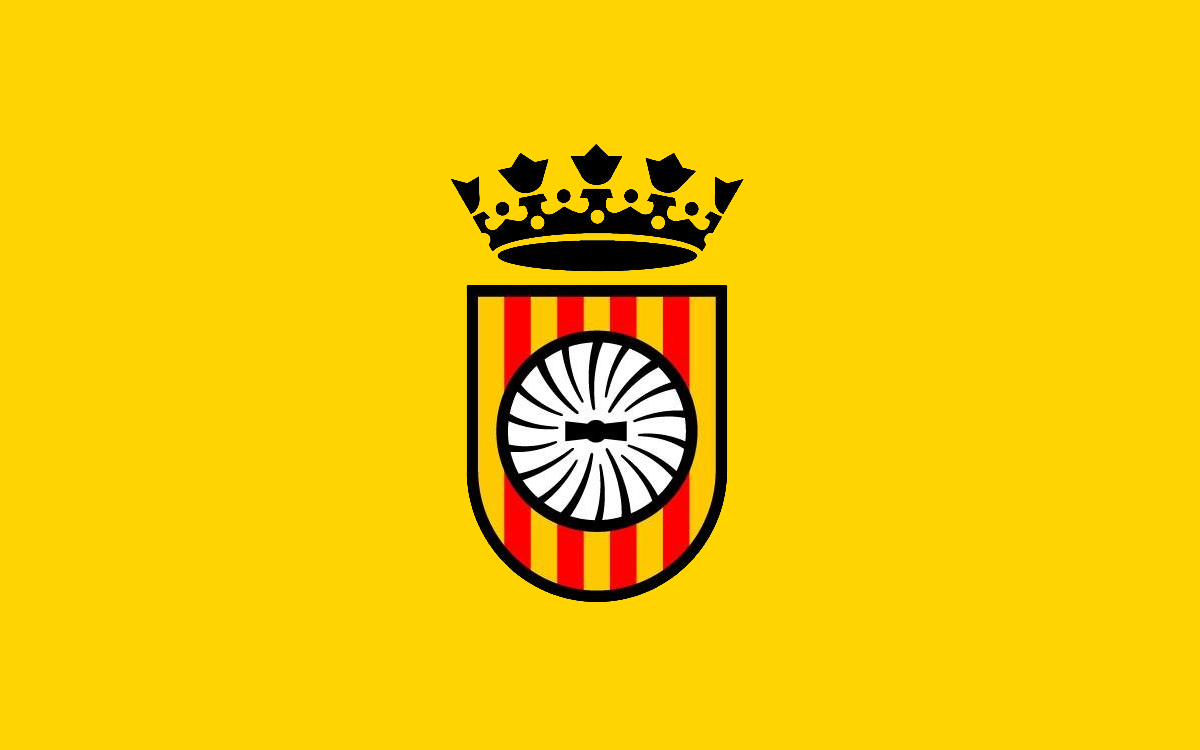
Bandera no oficialitzada de Molins de Rei.

Molins de Rei és una vila i municipi de Catalunya, situat a la comarca del Baix Llobregat, a la província de Barcelona.
Situat a la riba esquerra del riu Llobregat, s'estén des de la plana al·luvial del riu fins als contraforts occidentals de la serra de Collserola (Serralada Litoral). Limita al nord amb el Papiol i Sant Cugat del Vallès; al nord-est, amb Barcelona; al sud, amb Sant Feliu de Llobregat; i a l'oest, amb Sant Vicenç dels Horts.
El nom del municipi deriva dels seus inicis quan el rei Alfons II inicià la construcció d'uns molins a la zona de l'actual població.
En el transcurs de la seva història, la denominació oficial de la vila ha canviat dues vegades, breument i per motius polítics. Amb motiu de la Primera República, l'any 1873, quan adoptà el nom de Molins del Pont (o del Puente com es deia oficialment). Aquest primer canvi fou derogat amb la vinguda de la Restauració borbònica, un any i escaig més tard, i retornà a la denominació tradicional. El segon canvi tingué lloc durant la Guerra Civil (1936-1939), en què s'adoptà el nom de Molins de Llobregat, seguint la política d'eliminar dels topònims referències a elements monàrquics o religiosos. La denominació oficial de la vila es va catalanitzar definitivament per resolució de la Generalitat de Catalunya de 4 de juny de 1981.

## Geografia
- Llista de topònims de Molins de Rei (Orografia: muntanyes, serres, collades, indrets..; hidrografia: rius, fonts...; edificis: cases, masies, esglésies, etc).

Molins de Rei és un municipi de la comarca del Baix Llobregat. Està situat a la riba esquerra del Llobregat. El seu codi postal és el 08750.
| el Papiol              |  | Sant Cugat del Vallès   |
| Pallejà                |  | Barcelona               |
| Sant Vicenç dels Horts |  | Sant Feliu de Llobregat |

S'hi distingeixen dues grans unitats morfològiques: el pla i la muntanya.
El pla, al llarg de la riba esquerra del Llobregat, eixamplant-se gradualment de nord a sud; es manté a una altitud mitjana de 20–30 m. Al límit del pla amb els primers relleus muntanyosos es troba el nucli antic de la vila de Molins de Rei.
L'altra gran unitat morfològica és la muntanya (ocupa el 88% del municipi i forma part de la serra de Collserola). Formada per materials esquistos i calcàries de l'edat paleozoica (excepte als sectors més baixos, en contacte amb el pla, on el rocam es transforma en materials més recents, d'edat pliocena, molt tous i fàcilment erosionables).
El paisatge ens és donat per la presència d'uns relleus madurs, amb serrats de formes suaus (puig d'Olorda, 434 m; Mulei, 226 m; penyes d'en Castellví, 237 m; serra de Can Julià, 236 m), separats per valls on actualment circulen nombrosos torrents i rieres de règim torrencial.
La riera de Vallvidrera, de cabal quasi permanent, corre en direcció NE-SW, i drena els serrats més septentrionals del municipi. La riera de Sant Bartomeu neix sota el puig d'Olorda i recull les aigües del vessant del nord d'aquesta muntanya i els vessants de migjorn de les penyes d'en Castellví; hi desguassen els torrents de Can Ribes i de Can Tintorer; encara, als vessants meridionals del puig d'Olorda trobem la riera de Bonet i el torrent de Can Miano.
El clima del municipi correspon al clima mediterrani, caracteritzat per hiverns relativament suaus, i la precipitació d'estiu no és suficient per cobrir l'evapotranspiració de les plantes.
A la zona alta de la muntanya hi trobem grans pinedes (pi blanc i de pinyons) i petites extensions d'alzinar (que a causa de l'explotació ha estat substituït per les pinedes). A les fondalades hi ha racons d'una gran bellesa i riquesa botànica.

## Història

Escut no oficial de Molins de Rei

Hi ha testimonis de l'existència d'un poblament prehistòric continuat, que s'inicia al període paleolític. A la riba del Llobregat s'han descobert eines de la indústria de còdols que hi pertanyen. A la cova de l'Or de Santa Creu d'Olorda (ja dins el terme de Sant Feliu de Llobregat) es troben restes neolítiques i és evident un hàbitat continuat fins a l'edat del ferro. D'època ibèrica són els poblats del puig d'Olorda, de la Plaça de les Bruixes i de les Argiles, amb origen al segle iv aC.
El poble de Molins de Rei neix l'any 1188 quan Alfons II, rei d'Aragó i comte de Barcelona, confia la construcció d'uns molins a un tal Joan dit "dels molins". Una vegada construïts, i per decisió reial, els molins queden sota la responsabilitat de Bernat el Ferrer. Una de les condicions que se li imposa és que ha de viure allà i tenir cura de l'edifici de nova construcció. Així se sembra la llavor d'un nou municipi.
L'any 1208 adoptà el títol de Vila i se li atorgà llicencia per a tenir parròquia -fins aleshores pertanyia a Santa Creu d'Olorda- i cementiri en el lloc on hi havia la capella de Sant Miquel.
En el transcurs dels anys el poble fou venut o hipotecat en diverses ocasions. El rei Jaume II va fer-ho a Ramon Fiveller i posteriorment, l'any 1309, a Sibil·la de Pallars, comtessa de Pallars Sobirà. Els descendents de Sibil·la van vendre als germans Francesc i Guillem Bastida, per compte del jutge d'Arborea, a Sardenya, i a continuació al gran jutge Hug I d'Arborea, vescomte de Bas.
Finalment, el 1366 Berenguer de Relat (conseller del rei i mestre racional de la cort) adquirí la senyoria del poble de Molins de Rei, del castell d'Olorda i del Castellciuró.
El 1419 un grup de molinencs (la "universitat") aconsegueix reunir capitals per a la redempció de la feudalitat i el retorn de la vila a la corona. Tanmateix, l'any 1430, el rei Alfons V el Magnànim cedeix el poble a Galceran de Requesens, ja propietari de la majoria de territoris de l'entorn i que probablement havia estat el prestatari de l'import del rescat. Requesens converteix Molins de Rei en baronia i hi fa construir un magnífic palau on la família passarà llargues temporades i rebrà personatges notables. El 1493 ho fan els Reis Catòlics i Cristòfor Colom.
La Junta de Molins de Rei fou una lliga de ciutats, viles i barons que la noblesa catalana va crear, el 1418, encapçalada pel conseller de Barcelona Ramon Desplà i el comte Roger Bernat I de Pallars Sobirà, per a fer front als moviments castellanitzants de la cort iniciats per Ferran d'Antequera, i denunciats a les Corts de Montblanc (1414).
A Molins de Rei el 30 de novembre de l'any 1519, Diada de Sant Andreu, el rei Carles I va ser proclamat oficialment Rei dels Romans i futur Emperador Electe del Sacre Imperi Romanogermànic.
El 1532 s'hi hostatjaren l'emperadriu Isabel de Portugal i el seu fill, el futur Felip II de Castella. Cap a final del segle xv, la família Requesens emparenta amb la noblesa castellana (els marquesos de Los Vélez i de Villafranca del Bierzo, els ducs d'Alba, els de Medina Sidonia i els comtes de Sobradiel) i es distancia de la vila. A la meitat d'aquest mateix segle, la baronia ja havia cedit competències als seus habitants autoritzant l'obertura d'establiments, alhora que arrendava els molins i tots aquells serveis que fins llavors controlaven directament, com la carnisseria.

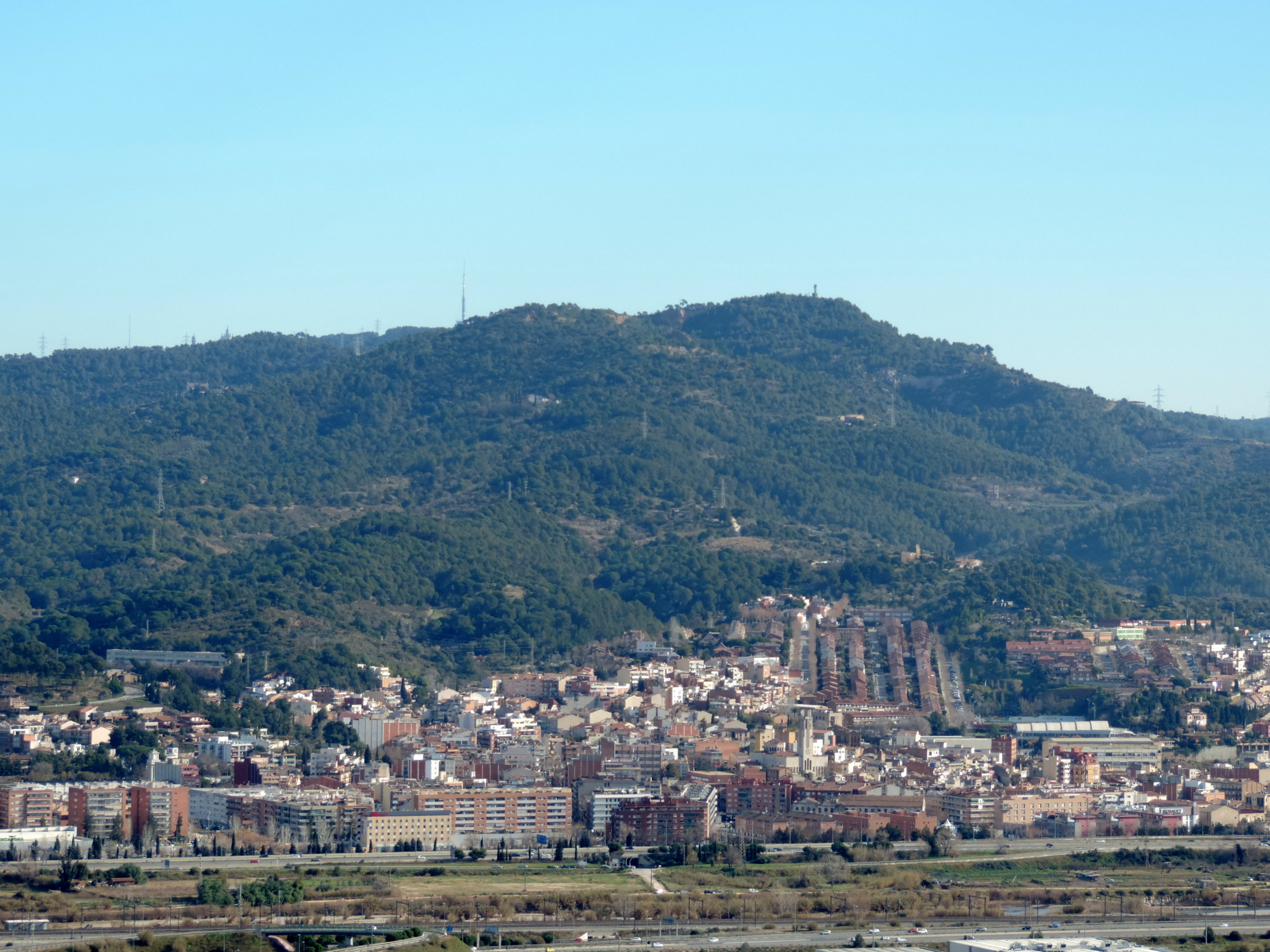
Vista de Molins de Rei

Més endavant, amb la construcció del Pont de Carles III, entre el 1763 i 1767, Molins de Rei guanya importància estratègica i un cert protagonisme en ser parada obligada en el transport entre Madrid i Barcelona. Això afavorí la construcció d'hostals i l'obertura de nous comerços. La vila es converteix en un centre neuràlgic per als pobles de la comarca.
La importància estratègica del Pont propicià que la vila sofrís diverses batalles en el transcurs de la Guerra del Francès. El dia 7 de juny de 1808 les tropes franceses del general Schwartz,derrotades a la Batalla del Bruc), la saquejaren i incendiaren per primera vegada. El dia 30 del mateix mes, després d'una forta batalla prop de la vila, aquesta torna a ser incendiada per la tropa francesa. Finalment el general Saint-Cyr, amb un nombrós exèrcit, ocupa tota la zona compresa de Molins de Rei a Vilafranca. Aquests esdeveniments bèl·lics van provocar baixes a la població i van fer destrosses a l'estructura urbana i al Palau dels Requesens, cosa que va donar pas a la posterior parcel·lació dels terrenys d'aquest palau, propietat dels marquesos de Villafranca y de los Vélez com a descendents de la família Requesens. La parcel·lació d'aquests terrenys va propiciar la configuració de l'actual carrer Major.
L'any 1875, en el curs de la Tercera Guerra Carlina la vila fou novament saquejada i incendiada.
Les guerres no van ser l'únic esdeveniment que va trasbalsar l'economia local; també hi van influir les vagues a la incipient indústria i la fil·loxera, que arribava al municipi a final de segle, després de fer estralls a les vinyes franceses i del nord de Catalunya. Aquesta plaga va acabar amb la vinya del municipi i va suposar un daltabaix per a l'agricultura local.
Com a tot Catalunya, la pagesia va ser el sector més important de l'economia local. Molins de Rei va ser un poble agrari fins ben entrat el segle xx, tot i que a final del segle xix, la indústria, amb una certa migradesa, s'anava imposant.
La construcció del Canal de la Infanta, l'any 1819, amb noves xarxes de regadiu, i la inauguració del ferrocarril l'any 1855 van suposar un pas endavant en la consolidació d'un municipi que començava a comptar amb una xarxa d'infraestructures que n'afavorien el desenvolupament.
L'impuls que van rebre les hortalisses i els arbres fruiters, i l'annexió de part del terme de l'antic municipi de Santa Creu d'Olorda l'any 1916 van donar una nova empenta a l'agricultura, que va arribar a altes cotes d'exportació durant els anys 30.
El desenvolupament industrial català de final del XIX també es va fer notar modestament a Molins de Rei. El 1890, amb una població de 2.935 habitants, hi havia 52 comerços i 12 indústries. La branca més important d'aquesta indústria era el tèxtil de capital forà. A final de segle, la fàbrica Ferrer i Mora, present a la vila des de 1858, instal·lava la primera màquina de vapor en substitució de la força hidràulica que, en el mateix indret, havia mogut molins des de feia sis segles.
Paral·lelament al creixement econòmic, la vila no era aliena a l'embranzida de l'associacionisme que es manifestava arreu de Catalunya. La creació de noves associacions —algunes, dotades de patrimoni— ajuden a enriquir l'oferta cultural i a canalitzar les reivindicacions socials dels seus associats i algunes de les ofertes culturals de la vila. El 1852 s'organitza per primera vegada la Fira de la Candelera.
Aquestes associacions, avui encara tenen un paper destacat en l'oferta cultural: l'any 1918 es crea la Federació Obrera, hereva del sindicat Les Tres Classes de Vapor, però és espoliada pel franquisme i retornada finalment al municipi; la Joventut Catòlica es constitueix l'any 1879 i el 1921 s'aixeca un nou local —els seus socis són majoritàriament de tendència catòlica— i el Foment Agrícola, Industrial i Comercial (ara Foment Cultural i Artístic) neix el 1920 i el 1923 inaugura un nou edifici patrocinat en part per la burgesia de procedència agrària.
A la primera meitat del segle xx, publicacions com Enllà, Festa, Camins, Germanor o Espartacus —algunes, plenes de contingut ideològic i d'altres, actuant de portaveu d'entitats— omplen el ventall cultural de la vila. La Guerra Civil provocarà un tall profund en la vida social i quotidiana de la vila que costarà de curar.
Els canvis en l'estructura urbana cap a noves zones a l'altre costat de la via del tren —propiciats pel trasllat del cementiri l'any 1898, la construcció de la fàbrica de conserves al barri que avui porta el mateix nom, la construcció del nou mercat l'any 1935 i la nova escola pública, batejada els anys setanta amb el nom d'Alfons XIII perquè aquest l'havia inaugurat personalment— van permetre l'expansió de la vila i annexar nous barris al nucli històric, el primer dels quals va ser la carretera.
El 1934, durant la II República espanyola, a les eleccions municipals de Catalunya, guanya les eleccions la candidatura de la Federació Obrera (FO), l'1 de febrer és nomenat alcalde Jaume Font Guitard (1882-1958), conegut popularment com "El Picaron". La configuració consistorial resultant no va experimentar modificacions després dels esdeveniments d'octubre de 1934. Durant l'alcaldia de Jaume Font es va construir i inaugurar el 1935 el Mercat Municipal. La magnitud del nou mercat va sorprendre, sobretot tenint en compte la mida relativament reduïda de la població de Molins de Rei en aquell moment. En aquella època, el mercat constava de manera total de 126 parades, amb 85 d'elles sent ocupades.
Guerra Civil Espanyola
El 17 de juliol de 1936, a la ciutat de Melilla, les forces militars sota el comandament del coronel Solans i el tinent Seguí van dur a terme l'ocupació de la plaça, donant inici al cop d'estat contra el legítim govern de la República. Aquest cop es va propagar a Barcelona el 19 de juliol, quan es va produir l'aixecament militar de les guarnicions a la caserna del Bruc.
En aquest context, a Molins, un grup de ciutadans vinculats a la Confederació Nacional del Treball (CNT) i a la Federació Anarquista Ibèrica (FAI), liderats per Manuel Marín Mula, es van traslladar cap a Barcelona armats amb algunes pistoles que havien agafat de l'armeria local. La matinada del 21 de juliol, van participar en l'assalt a la caserna de Pedralbes a Barcelona, que en aquell moment estava sota el control dels colpistes. Després dels enfrontaments que es van estendre fins al 22 de juliol, van tornar a Molins amb armes i municions, prenent el control de la població per la força. Diversos edificis importants, com l'Joventut Catòlica i el Foment, aquest últim reanomenat com "La Casa del Pueblo," van ser ràpidament ocupats. Cal destacar que l'únic edifici que va resistir l'ocupació va ser la Federació Obrera, gràcies a la resistència dels seus membres, qui, malgrat no disposar d'armament, es van enfrontar als homes de Marín.
La preservació de la legalitat es va veure considerablement obstaculitzada, i el poder local va passar a mans del Comitè de Milícies Antifeixistes, controlat pels anarquistes cenetistes i faistes. En aquest context, Celia Cañellas assenyala que l'experiència revolucionària, caracteritzada per la confiscació d'edificis i vehicles, judicis populars, demandes de pagaments especials, la recerca i destrucció d'imatges religioses, i la crema d'esglésies seguint les directrius anarquistes, va marginar el Consell Municipal del control de la població i el va sotmetre a les directrius de grups violents que buscaven assumir oficialment la representació municipal.
Destacar durant aquests primers dies de juliol l'anècdota de que Buenaventura Durruti va parar a un bar de carretera de Molins a prendre un cafè. En aquest lloc, un grup d'anarquistes va reconèixer a Durruti i el va saludar. Durruti, en veure a aquests milicians amb tan bon aspecte i tan ben armats, els va preguntar per què estaven en un bar en lloc d'estar al front combatent. La resposta d'aquests milicians no li va semblar convincent, per la qual cosa els va portar en un vehicle de la seva escorta cap al front d'Aragó.
El 24 de juliol es assassinat a trets Joan Parellada a prop del mercat, això inicia una sèrie d'assassinats entre finals de juliol i principis d'agost i dels quals moriran 28 molinencs sospitosos de "donar suport al cop feixista". A més, es va procedir el saqueig i confiscació de les propietats dels grans contribuents. En aquest context, durant les nits, començà a circular el que es va conèixer com a "cotxe fantasma" que s’encarregava de detenir els grans contribuents, els quals eren portats “el castell” per pagar impostos extraordinaris, alguns d'ells també seran assassinats sense un judici. Amb la situació de descontrol imperant en el municipi, els anarquistes aprofitaren l'oportunitat per reorganitzar el Consell Municipal, del qual formarà part Manuel Marín. Serà també durant aquests dies de juliol quan els anarquistes varen prendre les mesures més agressives: Enderrocar l'església (amb la destrucció subsegüent del seu arxiu que datava del segle XVI.), iniciar el procés de les col·lectivitzacions, l'agrupació d'oficis, el canvi de nom a Molins de Llobregat...
En aquests darrers dies de juliol, Manuel Marín, des de la "Casa del Pueblo," intentà controlar les industries, els serveis i la producció agrícola. No obstant això, es troba l'oposició de les treballadores de Can Samaranch, encapçalades per Roseta Canalies i amb la destacable participació de "la tramvia”, les quals varen organitzar una manifestació en protesta contra la decisió de Manuel Marín d'intentar incorporar minyones sense ocupació a la fabrica.
A Molins, foren col·lectivitzades un total de 22 hectàrees, de regadiu de terres abandonades pel senyor Roca. En aquestes, hi treballaven uns 60 jornalers sense terra. Practicaven l'economia de mercat (parada), l'intercanvi (Col. Sabadell), enviaven menjar al front (pomes per arengades), reservaven menjar i llet pels infants del poble i els refugiats. Hi havia igualtat de salaris. Els salaris familiars en espècies eren proporcionals. La Col·lectivitat de paletes els va construir una vaqueria que ocuparen les vaques abandonades de Can Planas.
Pel que fa a les empreses de Molins aquestes foren col·lectivitzades seguint el Decret de la Generalitat del setembre de 1936, que intentà posar ordre legal a una situació caòtica (empresaris fugits, manca de matèries primeres, manca de finançament, a partir del 38 manca d'electricitat...). La majoria eren fàbriques del tèxtil (cotó) i continuaren amb la tasca que feien abans (Samaranch, Malvehy, Iborra, El Molí...). Però, algunes altres es van adaptar a la situació bèl·lica del país, la fàbrica Tort Mensa va començar a fabricar cintes per les caretes antigàs i Torre Balari es va dedicar a fer ales d'avions. Uns 300  treballadors van venir de Reus amb les famílies.
A principis d'agost, individus vinculats al PSUC van contemplar la possibilitat d'incorporar-se a les milícies que s'estaven organitzant per atacar l'illa de Mallorca, la qual havia caigut en mans dels colpistes. Aquesta iniciativa tenia com a objectiu principal obtenir armament per contribuir a la restauració de l'autoritat municipal. Durant una assemblea a la Federació Obrera, un grup de molinencs liderat per Miquel Torelló (PSUC) va prendre la decisió de participar com a voluntaris en l'esforç de lluita a Mallorca. Un total de 85 individus es van oferir com a voluntaris, dels quals 73 van ser seleccionats i posteriorment integrats a la Centúria 33. El 5 d'agost, a les 6 de la tarda, els voluntaris es van concentrar davant de la Federació, on es va prendre una fotografia que es conserva a l'arxiu de Molins. Van rebre instrucció militar a la caserna de Carles Marx i el 25 d'agost, de nit, van embarcar al vaixell "Miranda" amb destinació a Mallorca. Cal destacar que a la Centúria 33 van participar dues dones, Basilissa Ollé "la Sandreta" i Carme Marín, les quals van fer tasques sanitàries. La Centúria 33 va participar escassament en combats, ja que la seva arribada va coincidir amb la decisió del capità Bayo que tots els voluntaris retornessin a Barcelona; no obstant això, va patir dues baixes, la primera la de Josep Munné Costa, que va resultar ferit, i la ja esmentada Basilissa Ollé, que es va posar malalta.
Amb l'arribada dels milicians de la Federació Obrera procedents de Mallorca a finals d'agost de 1936, es desencadenarà un nou context de tensió a Molins, ja que els anarquistes deixaran de ser l'únic grup armat present al municipi. Aquesta situació tensional es veurà accentuada per les nombroses crítiques que el Partit Socialista Unificat de Catalunya (PSUC) començarà a dirigir cap a la Confederació Nacional del Treball (CNT), provocant que Manuel Marín perdi progressivament la iniciativa en la política local.
El 26 de setembre, amb l'entrada de la CNT al Govern de la Generalitat, es produeix un canvi significatiu que impulsa la creació d'un nou Consell Municipal i la desaparició del Comitè de Milícies Antifeixistes. Aquesta nova estructura havia de ser proporcional a la composició del Govern, però a Molins, la Federació Obrera no accepta aquesta proposta i demana que el Consell Municipal es configuri respectant els resultats de les urnes de 1934.
Durant el novembre, l'alcalde Jaume Font, que havia fugit cap a Barcelona, és rellevat per Jaume Subirats Bey, membre d'Esquerra Republicana de Catalunya (ERC), qui procedirà a reconfigurar el Consell Municipal. És rellevant destacar que en aquest nou Ajuntament, Caterina Casas Maymó és nomenada consellera de Cultura, convertint-se en la primera dona regidora de la història de Molins de Rei. Aquest consistori adoptarà mesures més revolucionàries i assumirà noves responsabilitats municipals, com la gestió de la sanitat i l'educació, a més de prestar ajuda als desplaçats i oferir suport als processos de col·lectivització. Posteriorment, Jaume Martí Cardús exercirà com a alcalde accidental durant alguns mesos.
A principis de 1937, es veu una pujada del preu del pa provocant molt malestar en la població. L'abril de 1937 esdevindran uns fets que provocaran la caiguda del Manuel Marín, el primer d'ells es tracta de l'assassinat, al pont de Molins de Llobregat, de Roldán Cortada (militant important de l'UGT) el 25 d'abril de 1937, i el segon la trobada el dia 27 de quatre cadàvers al pou de Can Campmany. Amb relació a l'assassinat de Cortada, quan la policia va arribar a Molins per detenir a vuit sospitosos. La policia varen ser rebuts a trets pels escamots anarquistes, que fins i tot varen llençar una bomba de mà. Malgrat tot, no hi hagué ferits i els sospitosos foren detinguts. No obstant això, aquest incident va exacerbar les tensions locals, i malgrat la declaració d'innocència dels detinguts, patrulles armades van tornar a fer acte de presència al municipi.  Els locals de les forces polítiques són fortificats amb matalassos (FO,CNT i UGT). Durant els dies dels fets de Barcelona de maig de 1937, els cenetistes i faistes amb les notícies de l'aproximació dels Guàrdies d'Assalt provinents de València, en un intent per prevenir l'avanç de les forces de l'ordre, van intentar destruir el pont, amb resultats desastrosos. Amb l'arribada de les Guàrdies d'Assalt, es va produir una manifestació d'acollida, un esdeveniment que va representar un dur cop moral per als moviments anarquistes locals.
Amb la caiguda del Marín i com alcalde Jaume Martí Cardús, la vila comença una nova etapa caracteritzada pel restabliment de la normalitat en l'àmbit polític local. Malgrat això, aquest període es veurà influït per la problemàtica alimentària derivada del flux de població desplaçada, la qual va provocar un augment demogràfic superior al que la vila podia suportar. Els desafiaments econòmics no trigarà a manifestar-se, i al juliol es veuran obligats a suspendre les activitats dels mestres. Al novembre de 1937, s'estableix un nou Consell Municipal amb representació de totes les forces polítiques d'esquerres. En aquest context, Sebastià Castellet Bofarull (PSUC) és designat alcalde, assumint la responsabilitat de gestionar la crisi alimentària. Els preus dels productes havien experimentat un augment del 60% al gener en comparació amb el novembre anterior, i això, sumat a l'arribada de temperatures baixes, genera un fort malestar entre la població. Aquesta problemàtica perdurarà fins al final de la guerra, sense trobar cap solució definitiva i provocant la pèrdua de vides entre els habitants del municipi.
El gener de 1939, amb l'aproximació de les tropes feixistes a Barcelona, es comencen els preparatoris per la defensa, per defensar el Llobregat, es comencen els preparatoris per volar tots els ponts del Llobregat, el de Molins no va ser destruït per causes no aclarides. La vila estava defensada pel XV Cos de l'exèrcit, comandat pel general Manuel Tagüeña Lacorte. El 24 ja amb els feixistes a l'altra banda del riu, el pont és atacat per la legió còndor quan un Stuka el bombardeja, però només aconsegueix ensorrar una de les baranes, en un segon atac, l'exèrcit republicà, amb un muntatge de 4 metralladores PM M1910, aconseguiran ferir el pilot de l'Stuka a les dues cames, fent que s'estavelli violentament en territori nacional, i deixant els dos tripulants greument ferits. Mentrestant, l'exèrcit feixista va instal·lar a l'altra banda del riu una bateria del 8,8 mil·límetres coneguda popularment com "la loca" per atacar l'artilleria republicana del coronel Carles Botet i Vehí la qual estava castigant amb bombardeigs els moviments de tropes nacionals a l'altra banda del riu, una d'aquestes va ser instal·lada algunes bateries a dalt del carrer onze de setembre. També per la defensa es va destinar una tanqueta la qual cobria la retirada de les tropes republicanes. Durant el 25 es van produir un intercanvi de foc d'artilleria entre Molins de Llobregat i una part del terme de Sant Vicenç dels Horts, aquest atac va ser qualificat d'un violent combat entre l'artilleria dels bàndols d'una banda i l'altre del riu. A les vuit de la tarda, la 13a División del Cuerpo del ejército de Navarra, ocupa el pont de Molins de Rei, l'únic que restava dempeus al Baix Llobregat. La vila va ser ocupada pel 5º Tambor de Melilla, mentre que mentre el 1r. Tambor es dirigia cap a la serra de Collserola per atacar Barcelona des del Tibidabo.
Franquisme, Transició i democràcia
Durant la Guerra Civil espanyola, els escamots incontrolats de la FAI assassinaren mitja dotzena de vilatans i dinamitaren l'església parroquial de Sant Miquel Arcàngel, amb la destrucció subsegüent del seu arxiu que datava del segle xvi. Les tropes franquistes entraren a Molins de Rei el 25 de gener de 1939, i el 4 de febrer van establir una gestora municipal que instaurava el franquisme a la vila.
Els anys foscos de la postguerra van anar acompanyats d'una revifada de la indústria. Fàbriques com Samaranch, Malvehy, Iborra, Torra-Balari i Balanzó van aconseguir altes cotes de producció i van donar feina a la població immigrada que arribava d'Andalusia, Múrcia i Extremadura. El creixement demogràfic dels anys 60 i 70 va provocar un augment de la població, que va passar de tenir 7.364 habitants l'any 1936 a tenir-ne 14.460 l'any 1970.
En aquells anys, les manifestacions culturals van seguir la pauta de la ideologia dominant: les publicacions d'aquells anys estaven sota el control de l'església o del règim. La recuperació de la democràcia va anar acompanyada de noves iniciatives de participació. A Molins de Rei, la recuperació d'El Camell, bèstia popular del segle xix, la celebració del Carnestoltes i la participació popular a la Festa Major van aportar un aire fresc a les manifestacions festives i culturals, i van potenciar el ric teixit associatiu de la vila.
El creixement demogràfic registrat en la primera meitat de segle xx, que va generar la formació de barris, no es va tornar a produir fins després de la Guerra Civil. La ubicació de fortes onades migratòries a zones de nova construcció crea una nova estructura urbana configurada per la suma de barris. Can Graner, Riera de Bonet, l'Àngel i el Canal completen una etapa de creixement urbà. Aquest creixement no es tornarà a reprendre fins als anys 80 i 90 amb el desenvolupament del planejament urbanístic previst en el Pla General Metropolità de 1976.

### El pont de les quinze arcades

Detall del pont, cap a l'any 1867. Va ser construït en època de Carles III. Arxiu fotogràfic Ruiz Vernacci.

Per a la història de Molins de Rei és una pàgina trista la desaparició del monumental pont sobre el Llobregat. Bastit entre els anys 1763 i 1768, en temps del rei Carles III, era obra de l'enginyer militar Pedro Martín Cermeño. Tenia 15 arcades, feia 334 metres de llargada i era construït amb pedra de gres rogenc, procedent de les properes muntanyes de Cervelló i Sant Andreu de la Barca.
Havia estat testimoni de la guerra del Francès i fou bombardejat per l'aviació en la guerra civil de 1936-39, en què donà prova de solidesa. Fou destruït a causa de la incontrolada extracció d'àrids de la llera del riu que en minà els fonaments. El 6 de desembre de 1971, en enderrocar-se un pilar, arrossegà dues arcades.
Si bé la gran mobilització que es produí per a salvar el pont no aconseguí el seu objectiu, podem dir almenys que va ser la primera manifestació d'un estat de consciència col·lectiu contra una decisió de poder no compartida.
Les restes del pont foren derruïdes i se n'hi construí, al mateix lloc, un de nou.

## Demografia[13]
| Entitat de població        | Habitants (2024) |
| Molins de Rei              | 26.120           |
| Vallpineda                 | 310              |
| Sant Bartomeu de la Quadra | 285              |
| la Rierada                 | 215              |
| Font: Idescat              |                  |

| 1497 f | 1515 f | 1553 f | 1717 | 1787 | 1857 | 1877 | 1887 | 1900 | 1910 |
| ------ | ------ | ------ | ---- | ---- | ---- | ---- | ---- | ---- | ---- |
| 36     | 54     | 38     | 317  | 791  | 3002 | 2907 | 2661 | 2936 | 3327 |

| 1920 | 1930 | 1940 | 1950 | 1960   | 1970   | 1981   | 1990   | 1992   | 1994   |
| ---- | ---- | ---- | ---- | ------ | ------ | ------ | ------ | ------ | ------ |
| 3962 | 6275 | 6589 | 8024 | 10 191 | 14 456 | 18 296 | 18 500 | 18 319 | 18 319 |

| 1996   | 1998   | 2000   | 2002   | 2004   | 2006   | 2008   | 2010   | 2012   | 2014   |
| ------ | ------ | ------ | ------ | ------ | ------ | ------ | ------ | ------ | ------ |
| 18 752 | 18 960 | 19 723 | 21 197 | 22 496 | 23 374 | 23 828 | 24 236 | 24.805 | 25.152 |

| 2016   | 2018   | 2020   | 2022   | 2024   | 2026 | 2028 | 2030 | 2032 | 2034 |
| ------ | ------ | ------ | ------ | ------ | ---- | ---- | ---- | ---- | ---- |
| 25.359 | 25.687 | 25.940 | 26.242 | 26.948 | -    | -    | -    | -    | -    |

El 1553 incorpora Sant Bartomeu; i el 1920, una part de Santa Creu d'Olorda.

## Política i govern des de 1979
Les primeres eleccions després de la dictadura franquista van ser guanyades àmpliament pel PSUC, esdevenint alcaldessa de la vila Antònia Castellana, convertint-se en una de les 19 primeres dones alcaldesses de la democràcia, repetint victòria a les eleccions de 1983. Posteriorment, entre 1987 i 1991 l'alcaldia va estar ocupada per primera vegada per un candidat del PSC: Casimir Boy.
Entre 1991 i 2011 el partit central de la política molinenca serà Iniciativa per Catalunya, primer de la mà de Josep Janès, qui arribà a governar amb majoria absoluta, i, posteriorment, de la mà d'Ivan Arcas, amb un petit parèntesis entre 2003 i 2005 quan, a causa dels pactes electorals, l'alcaldia residí en el republicà Victor Puntas.
Després d'anys de govern d'Iniciativa per Molins de Rei, l'any 2011 CiU (5 regidors) va guanyar per primer cop les eleccions municipals de la vila de mà de Joan Ramon Casals, amb un estret marge de 186 vots respecte al PSC (5 regidors), encapçalat per Xavi Paz. CiU i PSC es repartien l'alcaldia de la vila a parts iguals entre Joan Ramon Casals i Xavi Paz, formant així un govern en minoria, el qual se sustentaria per l'únic regidor del PP, amb marcades tendències franquistes.
Després de les eleccions municipals de 2015, es va reafirmar el mapa polític molinenc que s'havia dibuixat el 2011: es va reforçar la sociovergència, ja que es va reeditar el pacte de govern, aquesta vegada amb majoria absoluta; i es va reforçar el paper que havia tingut la CUP els darrers 4 anys, el de principal força d'oposició, així doncs, es va mantenir Joan Ramon Casals com a alcalde (aquesta vegada per 4 anys) i Roger Castillo Bosch (CUP) com a cap de l'oposició municipal.
A conseqüència del Referèndum de l'1 d'octubre de 2017, CiU trenca el pacte de govern amb el PSC i es configura un nou Govern tripartit amb CiU, ERC i CUP que governarà la vila fins a les eleccions municipals de 2019. Cap al final de mandat, Joan Ramon Casals cedí per uns mesos l'alcaldia a Ramon Sánchez, designant-lo així com al seu successor de cara a les següents eleccions mentre ell es retirà de la política local.
Les eleccions del 2019 són guanyades pel PSC i Xavi Paz torna a esdevenir alcalde de la vila, inciant el mandat en minoria, si bé al mig any entrà al govern Junts per Molins, de la mà de Ramon Sánchez, establint una majoria. Posteriorment, a les eleccions del 2023, Xavi Paz torna a guanyar les eleccions, pactant en aquesta ocasió amb Molins en Comú Podem, encapçalada per Lucas Ferro.
| Període     | Alcalde o alcaldessa                                             | Partit polític                   | Data de possessió | Observacions |
| ----------- | ---------------------------------------------------------------- | -------------------------------- | ----------------- | ------------ |
| 1979–1983   | Antònia Castellana Aregall                                       | PSUC                             | 19/04/1979        | --           |
| 1983–1987   | Antònia Castellana Aregall                                       | PSUC                             | 28/05/1983        | --           |
| 1987–1991   | Casimir Boy Núñez                                                | PSC                              | 30/06/1987        | --           |
| 1991–1995   | Josep Janès Tutusaus                                             | Iniciativa per Catalunya         | 15/06/1991        | --           |
| 1995–1999   | Josep Janès Tutusaus                                             | Iniciativa per Catalunya         | 17/06/1995        | --           |
| 1999–2003   | Josep Janès Tutusaus (1999-2002) Ivan Arcas Blanch (2002-2003)   | Iniciativa per Molins de Rei     | 03/07/1999        | --           |
| 2003–2007   | Victor Puntas Alvarado (2003-2005) Ivan Arcas Blanch (2005-2007) | ERC Iniciativa per Molins de Rei | 14/06/2003        | --           |
| 2007–2011   | Ivan Arcas Blanch                                                | Iniciativa per Molins de Rei     | 16/06/2007        | --           |
| 2011–2015   | Xavi Paz Penche (2011-2013) Joan Ramon Casals (2013-2015)        | PSC CiU                          | 11/06/2011        | --           |
| 2015–2019   | Joan Ramon Casals (2015-2019) Ramon Sánchez Gil (2019)           | CiU                              | 13/06/2015        | --           |
| 2019-2023   | Xavi Paz Penche                                                  | PSC                              | 15/06/2019        | --           |
| Des de 2023 | Xavi Paz Penche                                                  | PSC                              | 17/06/2023        | --           |

## Barris i entitats de població[21]

### El Canal
El barri del canal està comprès entre la carretera N-340, que travessa la vila, i l'autopista A-2. Les primeres edificacions daten de la dècada del 1960. Inicialment, en el "Proyecto de Ordenación General de la villa de Molins de Rey" de 1957, a la zona es preveia una urbanització residencial amb un parc públic d'una extensió de 7.120 m². No obstant aquests propòsits, la realitat va imposar un tipus de barri diferent; un altre exemple de la construcció ràpida dels anys seixanta. El creixement demogràfic de Molins entre la dècada dels 60 fou molt important (vora unes 4.000 persones), aquest augment propicià el creixement del barri mitjançant blocs de pisos. Una de les empreses constructores més actives fou Incresa. De fet, l'activitat de l'empresa tingué com a conseqüència que la part sud del barri fos coneguda amb el seu nom: l'Incresa. L'any 1976 es creà l'associació de veïns del barri, el club Esportiu recreatiu Incresa, que l'octubre inaugurà un camp de futbol propi i el club de petanca Incresa.

### La Riera Bonet
Les primeres cases d'aquest barri daten de l'any 1953. Es van aixecar a llindar de Santa Creu d'Olorda i a tocar de Sant Pere de Romaní i la font del Rajolí. El barri deu el seu nom a la riera que el traspassava (i que l'amenaçava amb inundacions quan plovia molt) i al cognom d'un propietari de la zona. Actualment al barri resideixen més de mil persones. L'associació de veïns, amb vora 300 socis, és força activa i sol organitzar actes socials. També hi són presents un Centre cívic, un casal d'avis i l'ineludible club de petanca. El barri no té centre escolar propi, reparteix els seus col·legials entre l'escola Castell Ciuró, del barri de l'Àngel, i les escoles Pont de la Cadena i Ferran Agulló, del Barri del Canal.

### Les Conserves
El barri de les Conserves limita amb la part més baixa de la Serra de Collserola i la línia del ferrocarril. L'origen del barri es troba associat a la instal·lació de la fàbrica de Conserves del Sr. Artur Pedrerol l'any 1916, gràcies a la qual es construïren els primers carrers del barri –Joan Maragall, Mancomunitat i Pep Ventura-.
En el projecte d'urbanització elaborat l'any 1946 per l'arquitecte municipal el Sr. Gumà Cuevas, es preveia la urbanització de les finques de l'Àngel i d'en Roca, àrea on es construiria el futur barri de les Conserves.
L'activitat industrial ha marcat el desenvolupament del barri al llarg de tota la seva evolució. La que fou inicialment fàbrica de Conserves, es convertí l'any 1934 en una important fàbrica de tints –Tint Iberia-, quan el Sr. Antoni Marca la comprà a la família Pedrerol.
El gran creixement urbanístic del barri però, té el seu punt de partida en la reurbanització dels terrenys ocupats per Industries Marca, amb el Pla Especial d'Ordenació Urbana del barri de l'Àngel i les Conserves. Amb la construcció dels nous blocs de pisos canvia la fesomia del barri i arribaren nous veïns i veïnes, canviant el paisatge del barri, tant humà com físic.

### L'Àngel
El nom del barri prové del fraccionament de la finca propietat de Joan Àngel Genís- Les primeres llicències d'obres daten dels anys 20. No serà fins a la dècada de 1960 que, amb la construcció dels pisos promoguts per Constructora Molinense, es donà forma al barri. Els forts desnivells de la zona el converteixen en un barri esglaonat, connectat amb el barri de les Conserves, cap al pla, i connecta amb el barri de Can Graner. En el barri hi trobem l'escola Castell Ciuró i l'escola Estel, així com el IES Bernat el Ferrer (antic Institut de formació professional). Altres equipaments del barri són el Centre cívic, L'associació de veïns, el casal d'avis i el club de petanca federat amb el del barri del canal.

### Can Graner
El barri de Can Graner se situa, a l'ombra de les ruïnes de Castellciuró, en els antics terrenys de la masia de Can Graner. Els edificis d'aquest barri es començaren a construir els primers anys de postguerra (inicis de la dècada de 1940) per part dels immigrants que arribaven a la vila, principalment d'Andalusia. Inicialment es tractava d'un barri on l'autoconstrucció es convertí en la tònica dominant i configurava edificacions que mai pretenien una connexió amb els carrers de la vila. Durant força anys Can Graner es va desenvolupar al marge d'altres sectors més o menys urbanitzats. Davant la política de fets consumats, L'Ajuntament va decidir numerar les cases per tal de posar un cert ordre urbanístic. En el transcurs dels anys el creixement urbanístic ha fet que el barri deixés d'estar aïllat, les successives obres de millora, rehabilitació i urbanització fan que l'aspecte actual de barri tingui poc a veure amb la barriada que nasqué durant els anys quaranta. Actualment són més de 200 molinencs els que hi viuen. Cal remarcar la important activitat de la seva Associació de Veïns, que treballa per mantenir el teixit social del barri. Celebra la seva festa popular el primer cap de setmana de juliol des de fa més de trenta anys.

### Bonavista
La història del barri ve d'antic. A principis del segle xx apareix el primer projecte d'urbanització de l'àrea compresa entre la via del tren fins al peu de Collserola. Aviat es començaren a bastir les primeres cases, la majoria unifamiliars i amb jardí. Moltes propietat de barcelonins que les utilitzaven per a l'estiueig i els caps de setmana. Entre les dècades de 1950 i 1960, amb la promoció de habitatges de renda limitada per part del Patronato Local de la Vivienda, el barri prengué volada. Amb els pisos es dona pas a la construcció d'una escola, inicialment es dirà Gual Villabí, després canviarà el nom pel de L'Alzina.
L'alternança de les cases senyorívoles de primers de segle i els blocs de pisos configuren un barri peculiar. Pel que fa als equipaments, a banda de la mencionada escola L'Alzina, hi trobem l'associació de veïns i, per descomptat, el club de petanca

### La Font dels Casats
La Font dels Casats agafa el nom d'una font amb el mateix nom. És una construcció moderna de grans dimensions, feta al lloc on estava la font original a la vorera del carrer de la Font dels Casats de Molins de Rei, tocant al Parc de Collserola. Està formada per dues parets de pedra vista, en semicercle, als dos costats del frontal on hi ha l'aixeta. El terra també és de pedra vista. L'aigua és de la xarxa municipal.

### La Granja
La granja és un barri ubicat al terme municipal de Molins de rei. Construït durant el segle xx. Al barri de la Granja podem trobar, àrees d'oci, lleure i comerç, entre d'altres serveis.

### Entitats de població
- Sant Bartomeu de la Quadra
- Vallpineda
- la Rierada

## Festes i tradicions

### La Fira de la Candelera
La fira fou instituïda per la reina Isabel II l'any 1852 arran de la petició formulada per un grup de propietaris i pel mateix ajuntament de Molins de Rei. Així, més d'un segle i mig d'història figuren darrere aquest certamen multisectorial que va començar com una mostra eminentment agrícola, que presentava com a activitat principal la vinya, i que actualment ha acabat esdevenint una celebració popular que va molt més enllà de la simple activitat econòmica que l'originà; una celebració que ofereix una variada mostra agrícola, comercial, industrial, lúdica, social i cultural.
La fira, una de les més arrelades de Catalunya, té lloc cada primer dissabte i diumenge del mes de febrer i ja des dels seus inicis va veure com el procés d'industrialització que vivia el país feia que el tèxtil anés prenent importància i compartint protagonisme amb l'activitat agrícola i ramadera. L'any 1951 es va celebrar la Primera Exposició Industrial, Comercial i Agrícola i amb el pas del temps la celebració s'ha anat adaptant als canvis socials, industrials i tecnològics fins a esdevenir un certamen modern que conserva l'essència que l'originà.
Dins els actes merament econòmics i firals cal destacar les mostres de planters, jardineria i maquinària agrícola, sectors que la fira manté des dels seus orígens i als quals s'hi ha anat afegint l'automoció i la indústria. Al costat d'aquests sectors hom pot trobar-hi productes artesanals, brocanters, objectes de col·leccionisme i diverses fires dins el certamen general com poden ser la de vins i caves, la d'alimentació, l'ecològica, la de les arts i la mostra de bestiar. A la fira també hi conflueixen tot de manifestacions socials, lúdiques i culturals: concerts, exposicions, concursos, espectacles, presentacions..., tot plegat completat amb l'esmorzar dels traginers, la botifarrada popular, les ballades dels gegants, els castellers i la sortida del Camell, un espècimen únic dins el bestiari festiu català, 50.000 m2 de superfície, més de 700 expositors i uns 500.000 visitants són algunes xifres de la celebració.

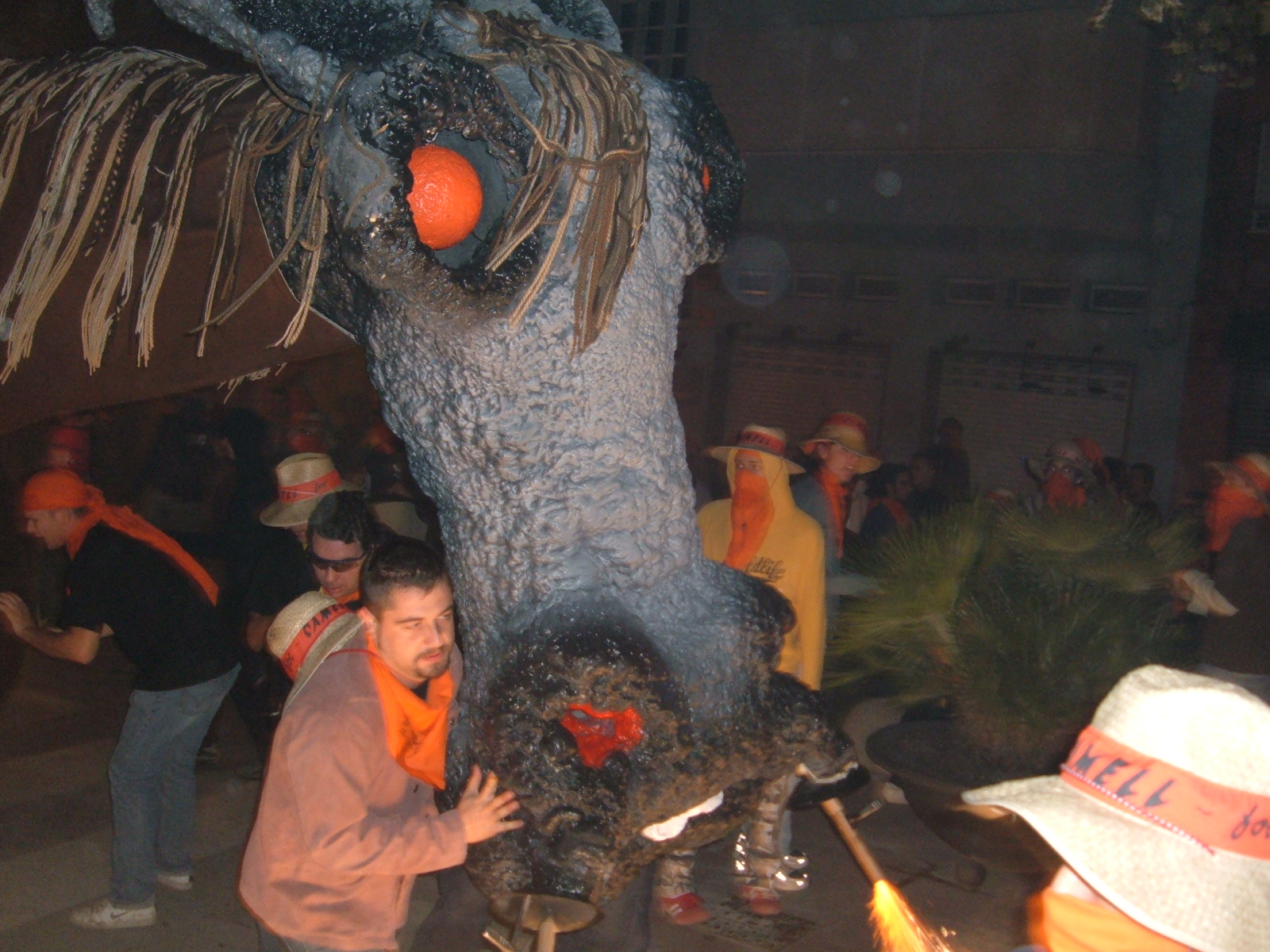
El Camell de Molins de Rei

### Festa Major de Sant Miquel
La Festa Major de Sant Miquel Arcàngel se celebra, anualment, el dia del patró de Molins de Rei, el 29 de setembre.
Cal destacar-ne l'alt grau d'implicació de les entitats en el desenvolupament de la festa com són la colla castellera els Matossers de Molins de Rei, els Bastoners, l'Esbart Dansaire, El Cuc, el drac l'Entxuscat o els Diables de Molins de Rei, l'Agrupa.
No obstant això, els principals dinamitzadors de la festa són la bèstia de foc local el Camell, els orígens del qual procedeixen del segle xix i fou recuperada l'any 1981, i els gegants de Molins de Rei, dels quals n'hi ha dos parelles, els Gegants Vells Miquel i Montserrat datats de 1913 i els Gegants Nous Bernat i Candelera datats de 1988. Tots els gegants de Molins, i colles amigues d'altres pobles, fan una trobada gegantera, el diumenge al matí.
http://www.festacatalunya.cat/articles-mostra-1921-cat-festa_major_de_sant_miquel_de_molins_de_rei.htm

### Carnaval
El Carnaval de Molins de Rei es celebra de Dijous Gras a Dimecres de Cendra, a excepció de si aquestes dates coincideixen amb les de la Fira de la Candelera, que aleshores el Carnaval és una setmana més tard.
El seu acte més destacat és el Ball del Camell, dansa pròpia del municipi creada l'any 1982 amb música de Julià Canals, inspirada en el Carnaval rural de la vila que es celebrava al segle xix on hi prenia part la figura del Camell. Els elements que prenen part d'aquesta dansa són el propi Camell, l'Aristocràcia i els Esparriots/Poble.
Altres actes cabdals de la festa són L'Arribo, la Nit de la Bota, el Matí de la Copa, la Gran Rúa, La Bacallanera i l'Escampada de cendres.
L'entitat encarregada de la seva organització és el Comitè de l'Antifaç.

## Llocs d'interès
- Castellciuró Castell del segle X al XII situat al camí de Santa Creu d'Olorda d'estil Romànic declarat bé cultural d'interès nacional.
- Sant Pere del Romaní Església documentada des del 1001, situada al camí Riera Bonet d'estil Romànic. Bé Cultural d'interès nacional
- Federació Obrera. Edifici d'estil Modernista situat al Carrer Jacint Verdaguer núm.48
- Joventut Catòlica. Edifici d'estil Noucentista situat a la Plaça Mercè Rodoreda.
- Foment Cultural i Artístic. Edifici d'estil Noucentista (de fet són 2 edificis: el teatre i el Bar) situat Passeig del Terraplè, 46.
- Ca n'Ametller. Casa Pairal del segle xix Situada a la Plaça de Catalunya. destaca pels seus esgrafiats geomètrics
- Casa de comportes del Canal de la Infanta. Edifici del segle xix situat a l'Avinguda de València, 2
- Can Tarragó. Casa modernista situat al Carrer Jacint Verdaguer núm.65. De composició original és potser l'edifici modernista més interessant de Molins.
- Casa Bofill. Edifici Modernista del 1905, Decoració de la façana amb esgrafiats d'estuc i Baranes de forja. Actualment seu de l'Escola municipal de música
- Casa dels Mestres. Edifici plurifamiliar del 1927 construït com habitatge per als mestres. Destaca pels seus esgrafiats de motius florals
- Mercat Municipal. D'estil Neobarroc situat a la plaça del mercat

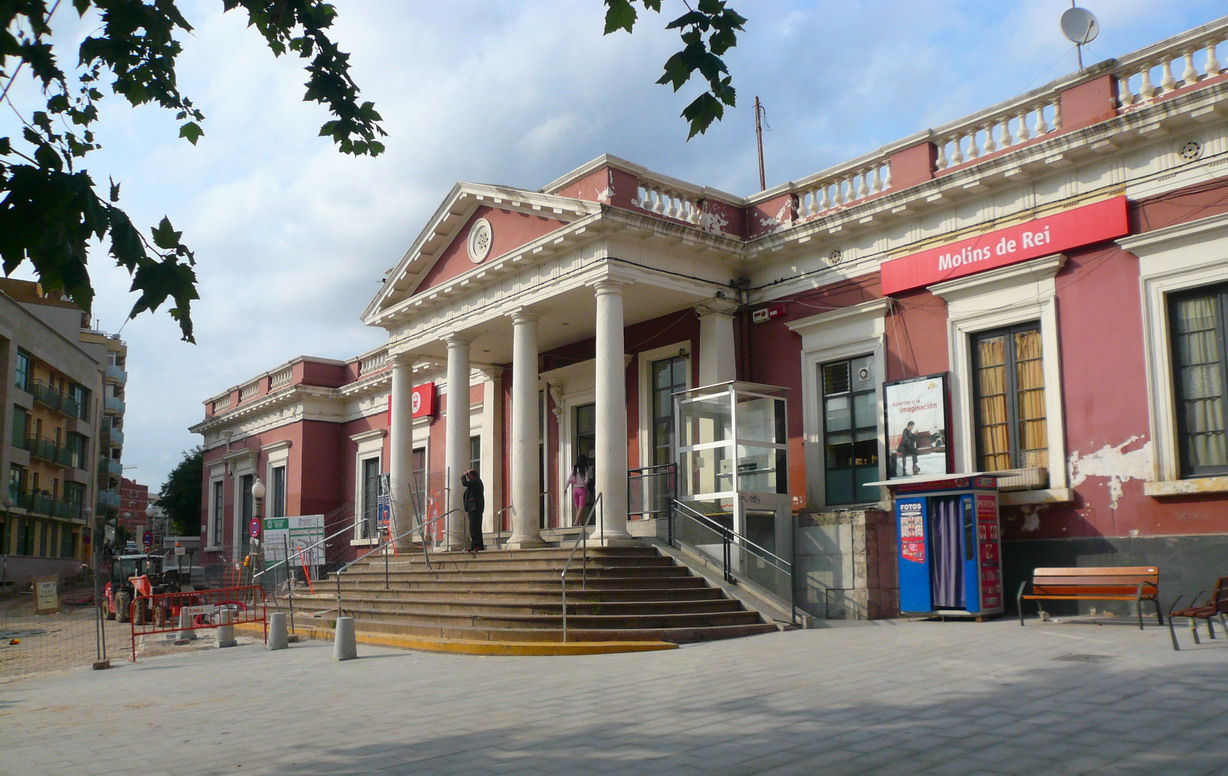
Estació del tren

- Estació de Tren. Edifici d'estil Neoclàssic del 1855 situat a la Plaça de L'Estació
- Església Parroquial de Sant Miquel Arcàngel. Temple de 3 naus, amb absis semicircular. Cal destacar el campanar amb creus a les quatre cares (que s'ha convertit en un símbol de molins). Edificat l'any 1942 per a substituir l'edifici destruït el 1936.
- Escola el Palau (antiga Escola Alfons XIII). Edifici Noucentista.
- Museu Municipal de Molins de Rei.[25]
- Museu del Renaixement
- Edificis Industrials
  - Fàbrica Ferrer i Mora, ("el Molí") segle xix, situada al passeig del Terraplè Antiga filadora instal·lada el 1858, inicialment aprofitava l'energia hidràulica del Rec Vell. Va deixar de produir als anys 60. Actualment és propietat de l'ajuntament. Des de març del 2019 és la seu de la Biblioteca el Molí, una de les biblioteques públiques de la Xarxa de Biblioteques Municipals.
  - Fàbrica Samaranch, principis segle xx, Fabrica Tèxtil. La façana és de 1933. Actualment és un restaurant
  - Magatzem Figueras, Creus i Solà. D'estil Modernista, situat a l'avinguda València núm.84
- Masies
  - Can Campmany, Segle XVI-XVII, situada a la carretera de Molins a Santa creu d'Olorda. actualment és un restaurant
  - Can Tintorer, Segle XVI-XVII, situada al camí de Can Tintorer. actualment és un restaurant
  - Can Vilagut, Segle XVIII, situada a l'Antic camí d'Olorda, prop de Castellciuró
  - Can Portell, Casa pairal del 1917 d'estil Noucentista, situada a la Carretera de Vallvidrera a Molins, km 6
- Cases
  - Casa Josep Mas. Modernista, 1904. Jacint Verdaguer, 135
  - Casa Josep Badia. Modernista, 1916. Pintor Carbonell, 5
  - Casa Joaquim Ballvé. Modernista, 1911, Carrer Major, 81
  - Casa de l'avinguda Barcelona. Modernista. Avinguda Barcelona, 63-65
  - Casa del carrer Carme Galceran. Noucentista, 1925. Carrer Carme Galceran, 1
  - Casa del carrer Pi i Margall. Modernista, dècada 1920. Carrer Pi i Margall, 8
  - Casa Fàbrega. 1928. Passeig Terraplè cant. Rubió i Ors
  - Casa Mas Barberà. Modernista, 1911. Passatge de la Pau, 3
  - Casa Pere Gay. Modernista, 1925. Avinguda Barcelona, 25
  - Cases modernistes carrer Onze de Setembre. dels números 19 al 23 d'aquest carrer hi ha 3 cases modernistes dels anys vint del segle xx.
  - Casa Asensi. Modernista, 1913. Plaça Països Catalans, 7
  - Casa Miró. Modernista, 1913. Plaça Països Catalans, 5

## Molinencs il·lustres
Vegeu també la categoria Molinencs
- Mambins
  - Josep Oller Aragay, (1878-1951), combatent en la guerra d'independència cubana (1895-1898)[26]
- Nobles
  - Elionor d'Arborea, (1340-1403), Jutgessa (Reina) de Arborea, un estat establert a Sardenya a l'Edat mitjana
  - Galceran de Requesens i de Santacoloma (? - 1465),Lloctinent de Catalunya
  - Lluís de Requesens i Joan de Soler (? ~1435 - 1509)
  - Estefania de Requesens i Roís de Liori (? - 1549)
  - Lluís de Requesens i Zúñiga, (1528-1576), Militar i Administrador Reial
- Artistes i escriptors
  - Miquel Carbonell i Selva, (1854-1896), Pintor i poeta.
  - Josep Marti i Bofarull, (1965), Pintor.
  - Margarida Xirgu, (1888-1969), Actriu
  - Leandre Amigó i Batllori, (1906-2005), Escriptor
  - Josep Maria Madorell i Muntané, (1923-2004), Dibuixant
  - Joan Monné Bonillo (1968), Músic
  - Miquel Blanch i Roig, Músic
  - Mateu Janés i Duran (1896-1974), Poeta
  - Víctor Manuel Cordero i Charles (1971), Músic
  - Francesc Nicolau i Pous (1930), Capellà i divulgador científic
  - Agustí Castellví i Canalies (segle XIX), Inventor
- Polítics
  - Albert Botran i Pahissa (1984), Diputat i regidor
  - Joan Ramon Casals i Mata (1974), Alcalde, diputat al Parlament de Catalunya i director de l'Oficina del President Torra
  - Caterina Casas i Maymó, primera regidora
  - Antònia Castellana i Aregall (1950), Alcaldessa
  - Carme Figueras i Siñol (1955), va ser regidora del PSC a Molins de Rei i consellera de Benestar i família, diputada al Parlament de Catalunya i al Congrés espanyol.
  - Xavi Paz i Penche (1971), Alcalde
  - José Zaragoza i Alonso (1961), Diputat
- Esportistes
  - Joan Bartolí i Figueras (1934-2010), futbolista
  - Josep Maria Gallart i Riera (2 d'octubre de 1961), futbolista
  - Marc Martí i Moreno (1966), copilot de ral·li
  - Jordi Molet i Canal (1977), Jugador d'hoquei patins
  - Sergi Pedrerol i Cavallé (1969), waterpolista
  - Josep Raich i Garriga (1913-1994), futbolista
  - Agustí Roc (1971), esquiador de muntanya i corredor de llarga distància en alçada
  - Marcos Ruiz i Velasco (1996), halterofilia olímpic
  - Josep Tena i Ambrós (1951), ciclista

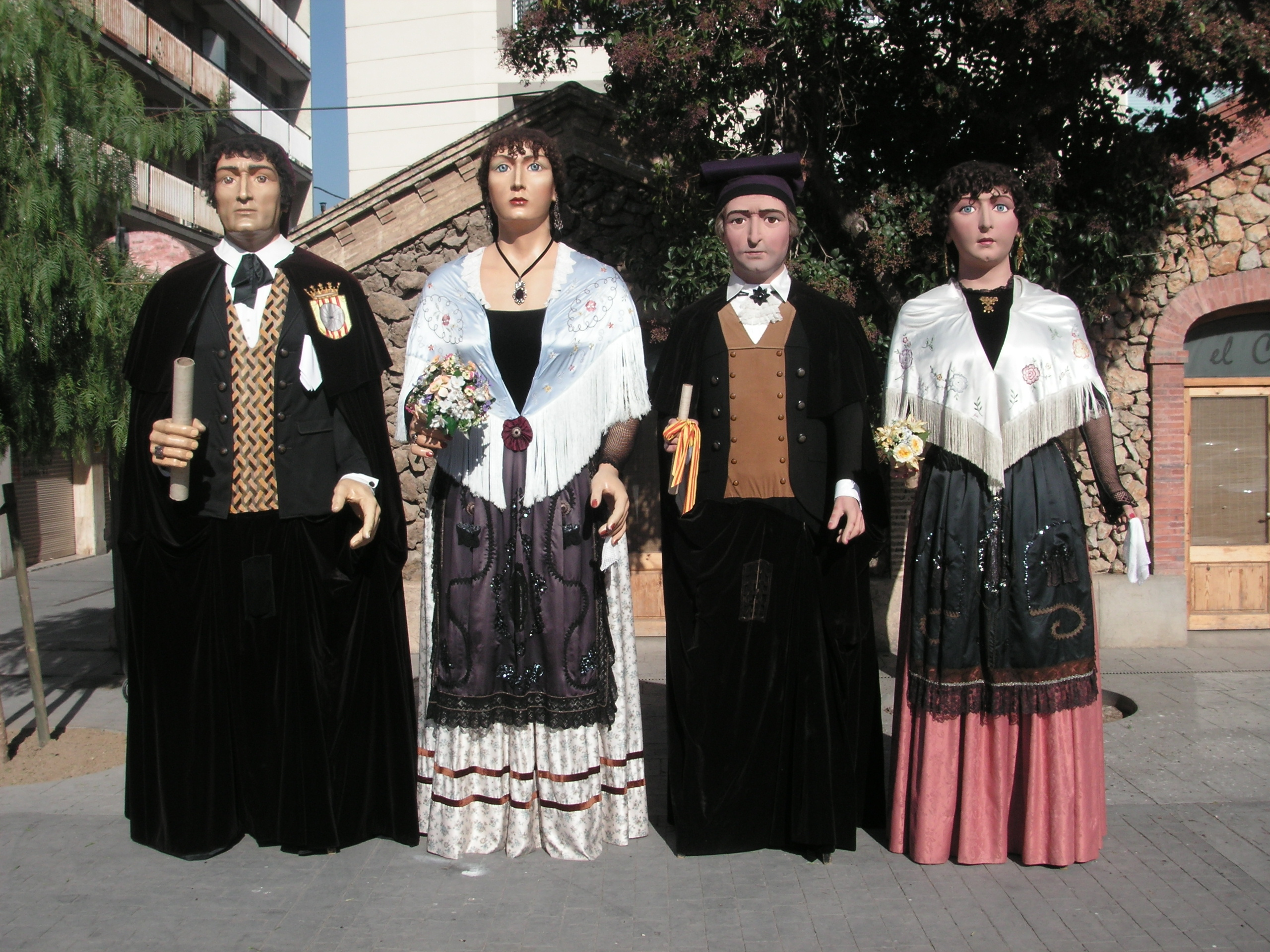
Els Gegants de Molins de Rei

## Entitats de Molins de Rei
Una de les qualitats que més es solen destacar i que més es valoren de Molins de Rei és el seu important teixit associatiu. Aquest és un recull d'algunes d'elles: 
- Agrupació Folklòrica de Molins de Rei
  - Diables de Molins de Rei, l'Agrupa
  - Esplai l'Agrupa
- Agrupament Escolta Jaume Vicens Vives
- Amics del Camell
- Associació d'Amics del Museu de Molins de Rei
- Ateneu Mulei
- Bastoners de Molins de Rei
- Casal de joves La Mola
- Centre Excursionista de Molins de Rei
- Centre d'Esplai MIB
- Cercle Artístic de Molins de Rei
- Colla Gegantera de Molins de Rei
- Colla Castellera Matossers de Molins de Rei
- Comissió de la Cavalcada de Reis
- El Cuc de Molins de Rei
- Esbart Dansaire de Molins de Rei
- Espai Xirgu
- Esplai l'Spai
- Fòrum XXI (1994)
- Festival de Cinema de Terror de Molins de Rei - TerrorMolins
- Foment Cultural i Artístic
- Grallers de Molins de Rei
- Impuls Associació Cultural (organitzador de La Passió de Molins de Rei)
- Joventut Catòlica ("La Peni")
- L'Entxuscat de Molins de Rei
- Pastorets de Molins de Rei

Les entitats de Molins de Rei disposen d'un portal d'entitats en el qual algunes de les entitats inscrites en el Registre Oficial d'Entitats de l'Ajuntament de Molins de Rei tenen un web propi així com la possibilitat de publicar en el portal d'entitats les seves activitats.

## Mitjans de comunicació locals
Molins de Rei disposa d'una gran varietat de mitjans de comunicació, que en major part funcionen gràcies a la feina de tot de voluntaris:
- "El Llaç" és una revista independent d'informació local i opinió de Molins de Rei. Nascuda el 1957 com a publicació parroquial, amb el nom de Llaç d'Unió, és editada actualment en català per l'Associació Cultural Fòrum XXI. Té una periodicitat mensual i un tiratge de 1.200 exemplars.[27][28]
- Ràdio Molins de Rei[29]
- Molins TV[30]
- Viu Molins de Rei, diari digital[31][32]
- TdT, revista gratuïta[33]